# Lipscher Mór
Lipscher Mór (Csaca, 1870. március 29. – 1944 második fele ?) sebészorvos, kórházigazgató.

## Élete
Lipscher Kálmán (1840–1913) járási orvos fiaként született. Középiskolai tanulmányait a Körmöcbányai Magyar Királyi Állami Főreáltanodában (1880–1888) végezte, majd 1889 és 1894 között a Budapesti Tudományegyetem Orvostudományi Karának hallgatója volt. 1894. október 6-án avatták orvossá. 1896 áprilisában tisztiorvosi képesítést szerzett. Ugyanezen év szeptemberétől kinevezték egy év időtartamra a Budapesti Tudományegyetem II. sz. Sebészeti Tanszékének műtőnövendékévé. 1898 és 1902 között a budapesti Szent István Kórház III. sz. Sebészeti Főosztályán Herczel Manó egyik munkatársa volt, s 1900 nyarán ő végezte el Magyarország első agydaganat-műtétét. 1903 májusában eljegyezte Adler Margitot, Adler Vilmos komáromi fakereskedő, hitközségi elöljáró lányát. 1903. augusztus 9-én főispáni engedéllyel házasságot kötöttek.
1902. szeptember 27-én kinevezték a komáromi Emberszeretet Kórház sebészeti osztályára műtőorvosnak, majd 1906-ban a kórház igazgatójának választották. 1935-ben kényszernyugdíjazták. Komáromban elsőként műtött, s minden bizonnyal Szlovákia területén is az övé volt az elsőség az agydaganat-műtétek terén. 1944-ben a komáromi zsidókat haláltáborokba hurcolták. Ekkor már súlyos beteg volt és további sorsa ismeretlen.

## Művei
- 1901 Adatok az agydaganatok sebészetéhez. In: Budapest székesfőváros közkórházainak Évkönyve 1900. Budapest, 287-291.
- Dolgozatok és betegbemutatások kapcsán előadott kisebb értekezések a sebészet köréből. (Schönwald, Komárom, 1903)
- Jelentés a komáromi városi közkórház sebészi osztály 1903. évi működéséről. (Schönwald, Komárom, 1904)
- Néhány sebészi balsikerről és balesetről. (Gyógyászat, 1905, 19. szám)
- Egy orvos életének két legkínosabb eseménye. (Gyógyászat 79, 470-472, 486-488., 1939)

## Díjai, elismerései
- Vöröskereszt II. osztályú Díszjelvénye hadiékítménnyel (1917)[7]

## Emlékezete
- 1927-ben még életében mellszobrot kapott Komáromban (Berecz Gyula), mely alkotás azonban valószínűleg megsemmisült
- 2016-ban a komáromi zsidó hitközség emléktáblát avatott tiszteletére az egykori Emberszeretet Közkórház külső falán[8][9]